# Музей гуманитарных наук Зимбабве
Музей гуманитарных наук Зимбабве, ранее называвшийся Музей королевы Виктории — это музей в Хараре, Зимбабве, открытый в 1903 году.
Музей содержит библиотеку, картинную галерею, археологические и этнографические экспонаты, в частности макет деревни шона. В музее также представлены экспонаты дикой природы. Значительная часть музея посвящена человеческой эволюции и истории и рассказывает об использовании инструментов древними людьми. Главный экспонат музея — это семисотлетний артефакт народа лемба — нгома лунгунду, который некоторые считают репликой Ковчега Завета. Это старейший деревянный объект, который был когда-либо обнаружен в Африке к югу от Сахары.